# Carlo Federico Pietrasanta
Carlo Federico Pietrasanta (Abbiategrasso, 1660 – Milano, 1735) è stato un architetto italiano.

## Biografia
Carlo Federico Pietrasanta lavorò prevalentemente a Milano e in Lombardia a cavallo del Settecento, in un periodo artistico-architettonico in cui predominava uno stile a metà strada fra il Barocco e il Rococò, definito come Barocchetto.
Pietrasanta, tra le sue molte attività, fu socio del Collegio degli Ingegneri e degli Architetti di Milano.
Tra le sue opere si ricordano il Teatro di Corte milanese (1699), che però successivamente risultò distrutto e non più ricostruito; la chiesa di Santa Maria della Sanità (1708), caratterizzata da decorazioni interne con lesene piatte e una facciata in mattoni con una forma a doppia curvatura; la villa Archinto a Robecco sul Naviglio, non conservata perfettamente bene con il trascorrere dei secoli.

## Opere
- Teatro di Corte milanese (1699);
- Chiesa di Santa Maria della Sanità (1708);
- Villa Archinto a Robecco sul Naviglio.
- Chiesa dei Santi Giovanni Battista e Rocco a Germignaga